# Enrique Segoviano
Enrique Segoviano (La Romana, 6 de dezembro de 1944) é um diretor de televisão, diretor de cinema, produtor de televisão, ator e produtor cinematográfico dominicano naturalizado mexicano.

## Carreira
Em 1966 fez sua estreia como ator na peça Primer día de clases, ainda quando cursava Ciências e Técnicas de Informação na Universidade Iberoamericana.
Entrou no Canal Oito em 1968 como elemento de diferentes produções como "Sube, Pelayo, Sube", a telenovela "Hermanos Coraje"(irmãos coragem) e o programa "Sábados de la Fortuna".
Foi contratado por Roberto Gómez Bolaños em 1972 sendo o responsável pela direção, jogo de câmeras e todos aqueles efeitos especiais da época, pondo em pratica o que aprendera no curso de ciências e técnicas de informação.
Em 1973, estreando a série El Chavo del Ocho e El Chapulín Colorado, se empenhou como diretor e produtor das mesmas, conservando seu cargo até 1978, quando saiu da equipe para dar espaço para Chespirito assumir a direção da série. 
Também em 1973 dirigiu TV Nosotros los pobres. Em 1979 dirigiu seu primeiro filme, El Chanfle, com muita proximidade de El Chavo del Ocho (Chaves). Ainda em 1979 produziu outra série de TV Odisea Burbujas.
5 anos depois reaparece com o programa Hola México!!!, e a telenovela Te amo e Sí, mi amor. Depois de sua volta á TV, 1 ano depois, em 1986 produziu a telenovela Ave Fénix'. Ainda em 1986, produziu as series: "Anabel" (1988), TVO (1991), Y sin embargo... se mueve (1994), Pobre niña rica (1995) y La vida de María Félix (1992), Atínale al Precio (1997), 100 mexicanos dijeron (2001) y Espacio en blanco (2006).

## Filmografia

### Televisão
- 1968 - Sube, Pelayo, Sube
- 1968 - Hermanos Coraje (Telenovela)
- 1968 - Sábados de la Fortuna
- 1973 - El Chavo del Ocho (serie de TV)
- 1973 - El Chapulín Colorado (Serie TV)
- 1973 - Nosotros los pobres (serie de TV)
- 1978 - El Show de Eduardo Manzano
- 1979 - Odisea Burbujas (serie de TV)
- 1981 - La Hora del Saber (serie de TV)
- 1984 - Hola México!!!
- 1984 - Te amo y Sí, mi amor (Telenovela)
- 1986 - Ave Fénix (Telenovela)
- 1988 - Anabel (serie de TV)
- 1991 - TVO
- 1992 - La vida de María Félix
- 1993 - ¡Llévatelo!
- 1994 - Y sin embargo... se mueve
- 1995 - Pobre niña rica (Telenovela)
- 1997 - Atínale al Precio
- 2001 - 100 mexicanos dijeron
- 2006 - Espacio en blanco
- 2009 - Todo el mundo cree que sabe

## Prêmios e indicações

### Premios TVyNovelas
| Ano  | Categoria                    | Programa                    | Resultado |
| ---- | ---------------------------- | --------------------------- | --------- |
| 2011 | Melhor programa de concursos | Todo el mundo cree que sabe | Indicado  |
| 1992 | Melhor programa de comedia   | Anabel                      | Venceu    |
| 1991 | Melhor programa de comedia   | Anabel                      | Venceu    |

### Premios Bravo
| Ano  | Categoria                  | Programa          | Resultado | Ref.  |
| ---- | -------------------------- | ----------------- | --------- | ----- |
| 1999 | Mejor Programa de Consurso | Atinale al precio | Venceu    | [ 1 ] |

### Honorários
- 2010 - Premios TVyNovelas: Trayectoria por 42 años de producción